# 上党区 (長治市)
上党区（じょうとう-く）は中華人民共和国山西省長治市に位置する市轄区。

## 歴史
隋代の開皇年間に設置された上党県を前身とする。607年（大業3年）には上党郡の郡治とされた。唐朝が成立すると618年（武徳元年）に潞州州治、742年（天宝元年）に上党郡郡治、758年（乾元元年）に再び潞州州治とされた。その後1104年（崇寧3年）には宋朝により隆徳府府治、金代には潞州州治、元代には当初、隆徳府府治、1231年に潞州州治とされた。明朝が成立すると1369年（洪武2年）に上党県は廃止され、管轄区域は潞州直轄とされた。その後1529年（嘉靖8年）に長治県として再設置、潞安府府治とされている。
1954年に潞城県と統合され潞安県が設置されたが、1962年に長治県が再設置された、2018年9月に上党区と改称され現在に至る。

## 行政区画
- 街道:韓店街道
- 鎮:蘇店鎮、蔭城鎮、西火鎮、八義鎮、郝家荘鎮、南宋鎮
- 郷:東和郷、北呈郷、西池郷
- 工業園区、振興新区